# Список послов Сингапура в России
Список послов Сингапура в Советском Союзе и России .
| посол                    | срок пребывания в должности |
| ------------------------ | --------------------------- |
| PS Раман                 | 1971 — 1976 гг.             |
| Джозеф Фрэнсис Консейсао | 1977 — 1981 гг.             |
| Хо Гуан Лим              | 1981 — 1984 гг.             |
| Кемаль Сиддик            | 1984 — 1986 гг.             |
| Чианг Хай Динг           | 1986 — 1989 гг.             |
| Джозеф Фрэнсис Консейсао | 1990 — 1994 гг.             |
| Билахари Каусикан        | 1994 — 1995 гг.             |
| Марк Хонг Тат Сун        | 1995 — 2002 гг.             |
| Майкл Тай Чеоу Энн       | 2002 — 2008 гг.             |
| Саймон Тенсинг де Круз   | 2008 — 2012 гг.             |
| Лим Кхэн Хуа             | 2012 — 2019                 |
| Премджит Садасиван       | 2019 — действующий          |